# Indonesisch voetbalelftal (vrouwen)
Het Indonesisch vrouwenvoetbalelftal is een voetbalteam dat Indonesië vertegenwoordigt in internationale wedstrijden, zoals het Aziatisch kampioenschap.
Het elftal van Indonesië speelde zijn eerste wedstrijd in 1977 tijdens het Aziatisch kampioenschap. Tegen gastland Taiwan werd met 5-0 verloren. Desondanks behaalde het team dat jaar zijn beste uitslag in het continentaal kampioenschap met een vierde plaats, waar het in 1986 ook eindigde.

## Prestaties op eindronden

### Wereldkampioenschap
| Jaar   | Resultaat           | Wed                 | W                   | G                   | V                   | DV                  | DT                  |
| ------ | ------------------- | ------------------- | ------------------- | ------------------- | ------------------- | ------------------- | ------------------- |
| 1991   | Niet deelgenomen    | Niet deelgenomen    | Niet deelgenomen    | Niet deelgenomen    | Niet deelgenomen    | Niet deelgenomen    | Niet deelgenomen    |
| 1995   | Niet deelgenomen    | Niet deelgenomen    | Niet deelgenomen    | Niet deelgenomen    | Niet deelgenomen    | Niet deelgenomen    | Niet deelgenomen    |
| 1999   | Niet deelgenomen    | Niet deelgenomen    | Niet deelgenomen    | Niet deelgenomen    | Niet deelgenomen    | Niet deelgenomen    | Niet deelgenomen    |
| 2003   | Niet deelgenomen    | Niet deelgenomen    | Niet deelgenomen    | Niet deelgenomen    | Niet deelgenomen    | Niet deelgenomen    | Niet deelgenomen    |
| 2007   | Niet gekwalificeerd | Niet gekwalificeerd | Niet gekwalificeerd | Niet gekwalificeerd | Niet gekwalificeerd | Niet gekwalificeerd | Niet gekwalificeerd |
| 2011   | Niet deelgenomen    | Niet deelgenomen    | Niet deelgenomen    | Niet deelgenomen    | Niet deelgenomen    | Niet deelgenomen    | Niet deelgenomen    |
| 2015   | Niet deelgenomen    | Niet deelgenomen    | Niet deelgenomen    | Niet deelgenomen    | Niet deelgenomen    | Niet deelgenomen    | Niet deelgenomen    |
| 2019   | Niet deelgenomen    | Niet deelgenomen    | Niet deelgenomen    | Niet deelgenomen    | Niet deelgenomen    | Niet deelgenomen    | Niet deelgenomen    |
| 2023   | Niet gekwalificeerd | Niet gekwalificeerd | Niet gekwalificeerd | Niet gekwalificeerd | Niet gekwalificeerd | Niet gekwalificeerd | Niet gekwalificeerd |
| Totaal | 0/9                 | 0                   | 0                   | 0                   | 0                   | 0                   | 0                   |

### Olympische Spelen
| Jaar   | Resultaat           | Wed                 | W                   | G                   | V                   | DV                  | DT                  |
| ------ | ------------------- | ------------------- | ------------------- | ------------------- | ------------------- | ------------------- | ------------------- |
| 1996   | Niet deelgenomen    | Niet deelgenomen    | Niet deelgenomen    | Niet deelgenomen    | Niet deelgenomen    | Niet deelgenomen    | Niet deelgenomen    |
| 2000   | Niet deelgenomen    | Niet deelgenomen    | Niet deelgenomen    | Niet deelgenomen    | Niet deelgenomen    | Niet deelgenomen    | Niet deelgenomen    |
| 2004   | Niet deelgenomen    | Niet deelgenomen    | Niet deelgenomen    | Niet deelgenomen    | Niet deelgenomen    | Niet deelgenomen    | Niet deelgenomen    |
| 2008   | Niet deelgenomen    | Niet deelgenomen    | Niet deelgenomen    | Niet deelgenomen    | Niet deelgenomen    | Niet deelgenomen    | Niet deelgenomen    |
| 2012   | Niet deelgenomen    | Niet deelgenomen    | Niet deelgenomen    | Niet deelgenomen    | Niet deelgenomen    | Niet deelgenomen    | Niet deelgenomen    |
| 2016   | Niet deelgenomen    | Niet deelgenomen    | Niet deelgenomen    | Niet deelgenomen    | Niet deelgenomen    | Niet deelgenomen    | Niet deelgenomen    |
| 2020   | Niet gekwalificeerd | Niet gekwalificeerd | Niet gekwalificeerd | Niet gekwalificeerd | Niet gekwalificeerd | Niet gekwalificeerd | Niet gekwalificeerd |
| 2024   | Niet gekwalificeerd | Niet gekwalificeerd | Niet gekwalificeerd | Niet gekwalificeerd | Niet gekwalificeerd | Niet gekwalificeerd | Niet gekwalificeerd |
| Totaal | 0/8                 | 0                   | 0                   | 0                   | 0                   | 0                   | 0                   |

### Aziatisch kampioenschap
| Jaar   | Resultaat           | Wed                 | W                   | G                   | V                   | DV                  | DT                  |
| ------ | ------------------- | ------------------- | ------------------- | ------------------- | ------------------- | ------------------- | ------------------- |
| 1975   | Niet deelgenomen    | Niet deelgenomen    | Niet deelgenomen    | Niet deelgenomen    | Niet deelgenomen    | Niet deelgenomen    | Niet deelgenomen    |
| 1977   | Vierde plaats       | 4                   | 1                   | 0                   | 3                   | 2                   | 9                   |
| 1979   | Niet deelgenomen    | Niet deelgenomen    | Niet deelgenomen    | Niet deelgenomen    | Niet deelgenomen    | Niet deelgenomen    | Niet deelgenomen    |
| 1981   | Groepsfase          | 3                   | 0                   | 0                   | 3                   | 0                   | 14                  |
| 1983   | Niet deelgenomen    | Niet deelgenomen    | Niet deelgenomen    | Niet deelgenomen    | Niet deelgenomen    | Niet deelgenomen    | Niet deelgenomen    |
| 1986   | Vierde plaats       | 5                   | 2                   | 0                   | 3                   | 8                   | 17                  |
| 1989   | Groepsfase          | 3                   | 1                   | 1                   | 1                   | 8                   | 11                  |
| 1991   | Niet deelgenomen    | Niet deelgenomen    | Niet deelgenomen    | Niet deelgenomen    | Niet deelgenomen    | Niet deelgenomen    | Niet deelgenomen    |
| 1993   | Niet deelgenomen    | Niet deelgenomen    | Niet deelgenomen    | Niet deelgenomen    | Niet deelgenomen    | Niet deelgenomen    | Niet deelgenomen    |
| 1995   | Niet deelgenomen    | Niet deelgenomen    | Niet deelgenomen    | Niet deelgenomen    | Niet deelgenomen    | Niet deelgenomen    | Niet deelgenomen    |
| 1997   | Niet deelgenomen    | Niet deelgenomen    | Niet deelgenomen    | Niet deelgenomen    | Niet deelgenomen    | Niet deelgenomen    | Niet deelgenomen    |
| 1999   | Niet deelgenomen    | Niet deelgenomen    | Niet deelgenomen    | Niet deelgenomen    | Niet deelgenomen    | Niet deelgenomen    | Niet deelgenomen    |
| 2001   | Niet deelgenomen    | Niet deelgenomen    | Niet deelgenomen    | Niet deelgenomen    | Niet deelgenomen    | Niet deelgenomen    | Niet deelgenomen    |
| 2003   | Niet deelgenomen    | Niet deelgenomen    | Niet deelgenomen    | Niet deelgenomen    | Niet deelgenomen    | Niet deelgenomen    | Niet deelgenomen    |
| 2006   | Niet gekwalificeerd | Niet gekwalificeerd | Niet gekwalificeerd | Niet gekwalificeerd | Niet gekwalificeerd | Niet gekwalificeerd | Niet gekwalificeerd |
| 2008   | Niet deelgenomen    | Niet deelgenomen    | Niet deelgenomen    | Niet deelgenomen    | Niet deelgenomen    | Niet deelgenomen    | Niet deelgenomen    |
| 2010   | Niet deelgenomen    | Niet deelgenomen    | Niet deelgenomen    | Niet deelgenomen    | Niet deelgenomen    | Niet deelgenomen    | Niet deelgenomen    |
| 2014   | Niet deelgenomen    | Niet deelgenomen    | Niet deelgenomen    | Niet deelgenomen    | Niet deelgenomen    | Niet deelgenomen    | Niet deelgenomen    |
| 2018   | Niet deelgenomen    | Niet deelgenomen    | Niet deelgenomen    | Niet deelgenomen    | Niet deelgenomen    | Niet deelgenomen    | Niet deelgenomen    |
| 2022   | Groepsfase          | 3                   | 0                   | 0                   | 3                   | 0                   | 26                  |
| Totaal | 5/20                | 18                  | 4                   | 1                   | 13                  | 18                  | 77                  |

### Aziatische Spelen
| Jaar   | Resultaat        | Wed              | W                | G                | V                | DV               | DT               |
| ------ | ---------------- | ---------------- | ---------------- | ---------------- | ---------------- | ---------------- | ---------------- |
| 1990   | Niet deelgenomen | Niet deelgenomen | Niet deelgenomen | Niet deelgenomen | Niet deelgenomen | Niet deelgenomen | Niet deelgenomen |
| 1994   | Niet deelgenomen | Niet deelgenomen | Niet deelgenomen | Niet deelgenomen | Niet deelgenomen | Niet deelgenomen | Niet deelgenomen |
| 1998   | Niet deelgenomen | Niet deelgenomen | Niet deelgenomen | Niet deelgenomen | Niet deelgenomen | Niet deelgenomen | Niet deelgenomen |
| 2002   | Niet deelgenomen | Niet deelgenomen | Niet deelgenomen | Niet deelgenomen | Niet deelgenomen | Niet deelgenomen | Niet deelgenomen |
| 2006   | Niet deelgenomen | Niet deelgenomen | Niet deelgenomen | Niet deelgenomen | Niet deelgenomen | Niet deelgenomen | Niet deelgenomen |
| 2010   | Niet deelgenomen | Niet deelgenomen | Niet deelgenomen | Niet deelgenomen | Niet deelgenomen | Niet deelgenomen | Niet deelgenomen |
| 2014   | Niet deelgenomen | Niet deelgenomen | Niet deelgenomen | Niet deelgenomen | Niet deelgenomen | Niet deelgenomen | Niet deelgenomen |
| 2018   | Groepsfase       | 3                | 1                | 0                | 2                | 6                | 16               |
| Totaal | 1/8              | 3                | 1                | 0                | 2                | 6                | 16               |

## FIFA-wereldranglijst
Betreft klassering aan het einde van het jaar
| 2003 | 2004 | 2005 | 2006 | 2007 | 2008 | 2009 | 2010 | 2011 | 2012 | 2013 | 2014 | 2015 | 2016 | 2018 | 2019 | 2020 | 2021 | 2022 | 2023 | 2024 |
| ---- | ---- | ---- | ---- | ---- | ---- | ---- | ---- | ---- | ---- | ---- | ---- | ---- | ---- | ---- | ---- | ---- | ---- | ---- | ---- | ---- |
| 60   | 62   | 64   | 68   | 73   | 68   | 64   | 69   | 68   | 67   | 68   | 75   | 77   | 70   | 84   | 92   | 87   | 94   | 97   | 108  | 97   |

## Selecties

### Huidige selectie
De volgende 23 speelsters zijn geselecteerd voor de definitieve selectie voor de 2026 AFC Women's Asian Cup kwalificatie.
Aantal wedstrijden en doelpunten zijn bewerkt tot 29 juni 2025, na de wedstrijd tegen Kyrgyzstan.
| Nr. | Pos. | Speelster                          | Geboortedatum (leeftijd) | Aantal wedtstrijden | Doelpunten | Club                   |
| --- | ---- | ---------------------------------- | ------------------------ | ------------------- | ---------- | ---------------------- |
| 1   | K    | Iris de Rouw                       | 21 april 2005 (20)       | 1                   | 0          | St. John's Red Storm   |
| 21  | K    | Gadhiza Asnanza                    | 3 maart 2008 (17)        | 0                   | 0          | Persib Bandung         |
| 23  | K    | Laita Roati                        | 19 oktober 1999 (25)     | 9                   | 0          | Arema                  |
|     |      |                                    |                          |                     |            |                        |
| 2   | V    | Remini Rumbewas                    | 9 oktober 2000 (24)      | 13                  | 1          | Toli                   |
| 3   | V    | Nabila Divany                      | 22 oktober 2007 (17)     | 2                   | 0          | Asprov Lampung         |
| 4   | V    | Emily Nahon                        | 17 mei 2007 (18)         | 1                   | 0          | Little Rock Soccer     |
| 5   | V    | Gea Yumanda                        | 27 juni 2006 (19)        | 11                  | 0          | Makati                 |
| 6   | V    | Noa Leatomu                        | 7 november 2003 (21)     | 0                   | 0          | VfR Warbeyen           |
| 13  | V    | Safira Ika Putri Kartini (captain) | 21 april 2003 (22)       | 43                  | 1          | Asprov DKI Jakarta     |
| 17  | V    | Vivi Oktavia                       | 7 maart 1997 (28)        | 31                  | 2          | Asprov Bangka Belitung |
|     |      |                                    |                          |                     |            |                        |
| 7   | M    | Felicia de Zeeuw                   | 19 januari 2006 (19)     | 1                   | 0          | ADO Den Haag           |
| 10  | M    | Sheva Imut                         | 20 april 2004 (21)       | 19                  | 2          | Makati                 |
| 11  | M    | Sydney Hopper                      | 15 maart 2007 (18)       | 9                   | 1          | DBU Women's Soccer     |
| 15  | M    | Helsya Maeisyaroh                  | 7 mei 2005 (20)          | 22                  | 1          | Asprov Jabar           |
| 16  | M    | Rosdilah Nurrohmah                 | 3 oktober 1999 (25)      | 12                  | 0          | Raga Negeri            |
| 19  | M    | Viny Silfianus                     | 3 juli 2002 (22)         | 19                  | 0          | Raga Negeri            |
|     |      |                                    |                          |                     |            |                        |
| 8   | A    | Reva Octaviani                     | 8 ocktober 2003 (21)     | 16                  | 5          | Asprov Jabar           |
| 9   | A    | Claudia Scheunemann                | 24 april 2009 (16)       | 16                  | 6          | Asprov Banten          |
| 12  | A    | Zahra Muzdalifah                   | 4 april 2001 (24)        | 30                  | 4          | Cerezo Osaka           |
| 14  | A    | Isa Warps                          | 6 maart 2005 (20)        | 1                   | 1          | NAC Breda              |
| 18  | A    | Marsela Awi                        | 10 mei 2003 (22)         | 18                  | 4          | Toli                   |
| 20  | A    | Nasywa Salsabilla                  |                          | 0                   | 0          | Persib Bandung         |
| 22  | A    | Estella Loupatty                   | 14 november 2003 (21)    | 7                   | 0          | SV Zulte Waregem       |